# Luncoiu de Jos
Luncoiu de Jos (veraltet Lunca de Jos; deutsch Langenthal, ungarisch Alsólunkoj) ist eine Gemeinde im Kreis Hunedoara in der Region Siebenbürgen in Rumänien.

## Geographische Lage

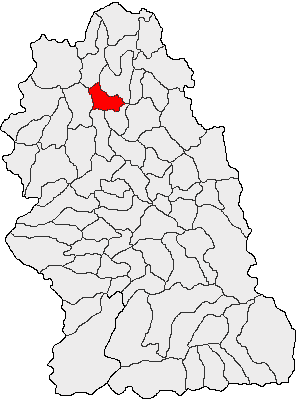
Lage der Gemeinde Luncoiu de Jos im Kreis Hunedoara

Die Gemeinde Luncoiu de Jos liegt am Bach Luncoiu – einem linken Zufluss des Crișul Alb (Weiße Kreisch) – im Westen Siebenbürgens im Siebenbürgischen Erzgebirge. An der Europastraße 79 und der heute stillgelegten Bahnstrecke Deva–Brad gelegen, befindet sich der Ort ca. sieben Kilometer südlich der Kleinstadt Brad (Tannenhof); die Kreishauptstadt Deva (Diemrich) liegt etwa 30 Kilometer südlich von Luncoiu de Jos entfernt.

## Geschichte
Der Ort Sălașu de Sus wurde erstmals 1439 urkundlich erwähnt. Auf Grund von archäologischen Funden auf dem Areal des eingemeindeten Dorfes Podele, sind nach Angaben von G. Téglás, I. Marțian und M. Roska die Geschichte der Besiedlung der Region jedoch bis in die Bronzezeit zurückzudatieren.
Die Bewohner leben heute vorwiegend von der Viehzucht, der Landwirtschaft und der Holzverarbeitung.

## Bevölkerung
1850 lebten auf dem Gebiet der heutigen Gemeinde 1943 Menschen. 1857 davon waren Rumänen, ein Ungar, zwei Deutsche und 83 Roma. Die höchste Einwohnerzahl (2636) – gleichzeitig die der Rumänen (2631) – wurde 1966 erreicht. Die höchste Anzahl der Ungarn (24) wurde 1900, die der Deutschen (6) 1890 und der Roma wurde 1850 ermittelt. Darüber hinaus bezeichneten sich 1890 drei Einwohner und 1910 ein Einwohner als Slowake.
2002 lebten in der Gemeinde Luncoiu de Jos 2024 Menschen, davon waren 2012 Rumänen, zwei Ungarn, neun Roma und ein anderer.

## Sehenswürdigkeiten
- Das Jagdreservat Valea Lungă, etwa 600 Hektar groß wurde 1933 eröffnet.[7]